# 도마역 (홋카이도)
도마역(일본어: 当麻駅)은 일본 홋카이도 가미카와 군 도마정에 위치한 홋카이도 여객철도 세키호쿠 본선의 철도역이다. 역 번호는 A35이며, 상대식 승강장 2면 2선의 구조를 갖춘 지상역이다.

## 역 주변
- 국도 제39호선
- 도마 정청
- 아사히카와 신용금고 · 호쿠요 은행 도마 지점
- 도마 스키장

## 역사
- 1922년 11월 4일 : 일본국유철도의 역으로서 개업. 일반역.
- 1978년 12월 1일 : 화물 취급 폐지.
- 1984년 2월 1일 : 소화물 취급 폐지.
- 1987년 4월 1일 : 일본국유철도 분할 민영화에 의해, 홋카이도 여객철도가 승계.
- 월일불명 : CTC 도입 후의 제2차 합리화 때, 간이 위탁화.
- 2005년 12월 경 : 간이 위탁 폐지. 완전 무인화.

## 인접 역
| 세키호쿠 본선                    | 세키호쿠 본선                 | 세키호쿠 본선              |
| -------------------------------- | ----------------------------- | -------------------------- |
| 아사히카와 A28 아사히카와 방면   | ■ 세키호쿠 본선 특급 '기타미' | 가미카와 A43 기타미 방면   |
| 세키호쿠 본선                    |                               |                            |
| 사쿠라오카 A34 신아사히카와 방면 | ■ 세키호쿠 본선 보통          | 이카우시 A37 아바시리 방면 |